# Linie následnictví gruzínského trůnu

Znak dynastie Bagration

Pro následnictví gruzínského trůnu se jako systém určení následníka trůnu užívala kognátická (mužská) primogenitura. V gruzínském královském rodu Bagrationů však dlouhou dobu probíhá spor o to, kdo má právo být pretendentem trůnu. Na jedné straně stojí královská větev Bagration-Gruzinsky (přímí potomci posledních králů) reprezentovaná princem Nugzarem, na straně druhé pak primogeniturní knížecí linie Bagration-Muchransky reprezentovaná hlavou rodu princem Davidem. V roce 2009 ale došlo k částečnému a dočasnému usmíření a spojení prostřednictvím svatby prince Davida a princezny Anny, nejstarší dcery prince Nugzara. Páru se v roce 2011 narodil syn princ Jiří, který je tak universálním dědicem obou větví rodu. 

## Současná linie následnictví

### Linie následnictví dle větve Bagration-Gruzínsky

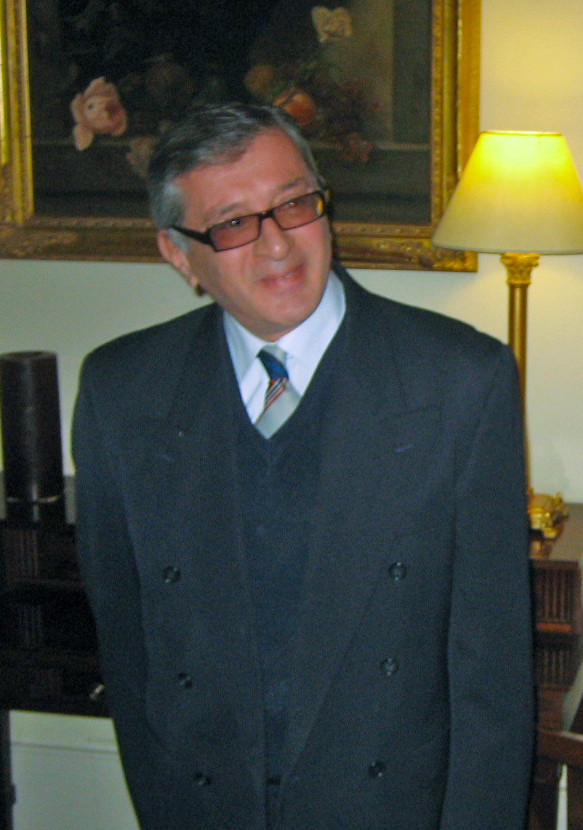
Princ Nugzar Gruzínský

Zobrazená linie následnictví obsahuje obě soupeřící větve, které si nárokují trůn. Pořadí jednotlivých potenciálních následníků zobrazuje číslo v závorce před jménem (např. (12/1) Giorgi Bagration Bagrationi (*2011)), kde první (popř. jediné) číslo značí pořadí v královské posloupnosti a číslo za lomítkem značí pořadí v primogeniturní (rodové) posloupnosti. Hlavy obou soupeřících větví jsou zobrazeny tučně.
- Iraklij II. (1720–1798)
  -  Jiří XII. (1746–1800)
    - David (XII.)Bagration (1767-1819) regent a pretendent trůnu
    - Jan Bagration (1768-1830) pretendent trůnu
      - Grigol Bagration (1789-1830) pretendent trůnu
        - Jan Bagration-Gruzinský (1826-1880) pretendent trůnu

    - Bagrat Bagration  (1776–1841)
      - David Bagration-Gruzinský (1819-1888) pretendent trůnu
      - Alexandr Bagration-Gruzinský (1820–1865)
        - Petr Bagration-Gruzinský (1857–1922) pretendent trůnu
          - Konstantin Bagration-Gruzinský (1915-1939) pretendent trůnu
          - Petr Bagration-Gruzinský (1920–1984) pretendent trůnu
            - Nugzar Bagration-Gruzinský (*1950), současný pretendent trůnu
              - (1) Ana Bagration-Gruzinská (*1976)
                - (2) Giorgi Bagration Bagrationi (*2011)
                - (3) Irina Malania (*2003)
                - (4) Miriam Malania (*2007)

              - (5) Maya Bagration-Gruzinská (*1978)
                - (6) Themour Chichinadze
                - (7) Anna Chichinadze 

            -  Dali Bagration-Gruzínská (1939-2019)
            - (8) Mzevinar Bagration-Gruzinská (*1945)

    -  Ilja Bagration (1790–1854)
      -  Jiří Bagration-Gruzinský (1833–1899)
        -  Petr Bagration-Gruzinský (1868-1922)
          -  Petr Bagration-Gruzinský (1916-2006)
            -  Evgeni Bagration-Gruzinský (1947-2018)
            - (9) Marina Bagration-Gruzinská (*1950)
            - (10) Ekaterina Bagration-Gruzinská (*1956) 

  - Keteven Tamara Bagration (1764-1840)
    - Konstantin IV. Bagration-Muchranský (1782-1842)
      - Iraklij Bagration-Muchranský (1813-1892)
        - Alexandr Bagration-Muchranský (1853-1918)
          - Jiří Bagration-Muchranský (1884-1957)
            - Iraklij Bagration-Muchranský (1909-1977)
              - Jiří Bagration-Muchranský (1944–2008)
                - (11/0) David Bagration-Muchranský (*1976), hlava rodu, nárokovatel trůnu
                  - (12/1) Giorgi Bagration Bagrationi (*2011)

                - (13/2) Guram Bagration-Muchranský (*1985)
                - (14/3) María Antonietta Bagration-Muchranská (*1969)

              -  Bagrat Bagration-Muchranský (1949-2017)
                - (15/4) Juan Jorge Bagration-Muchranský (*1985)
                  - (16/5) Bagrat Bagration-Muchranský (*2021)

                - (17/6) Inès Bagration-Muchranská (*1980)

              - (18/7) Maria Bagration-Muchranská (*1947)

Jak je z rodokmenu vidět, současní příslušníci primogeniturní větve Bagration-Muchránský jsou nejen potomky předchozích gruzínských králů v mužské linii, ale také jsou v ženské linii potomci vůbec předposledního gruzínského krále Iraklije II. přes jeho dceru Tamaru, což posiluje nárok této nejstarší větve resp. hlavy rodu na gruzínský trůn (v tomto případě, ale stále za královskou linií).

### Linie následnictví dle větve Bagration-Muchranski
Zobrazená linie následnictví obsahuje obě soupeřící větve, které si nárokují trůn. Pořadí jednotlivých potenciálních následníků zobrazuje číslo v závorce před jménem (např. (12/1) Giorgi Bagration Bagrationi (*2011)), kde první (popř. jediné) číslo značí pořadí v královské posloupnosti a číslo za lomítkem značí pořadí v primogeniturní (rodové) posloupnosti. Hlavy obou soupeřících větví jsou zobrazeny tučně. Králové jednotné Gruzie jsou označení zlatou korunkou, naproti tomu králové kartlijští nebo kachetští jsou označení šedou korunkou.
- Alexandr I. Gruzínský (1386–1446)
  -  Vachtang IV. Gruzínský (1413-1446)
  -  Dmitrij III. Gruzínský (1413-1553)
    -  Konstantin II. Gruzínský (1447-1505)
      -  David X. Kartlijský (1473-1526)
      -  Jiří IX. Kartlijský (1486-1534)
      - Bagrat I. Muchranský (1487-1540)
        - Vachtang I. Muchranský (1510-1580)
          - Tejmuraz I. Muchranský (1572-1625)
            -  Vachtang V. Kartlijský (1618-1676)
            - Konstantin I. Muchranský (1622-1667)
              - Tejmuraz II. Muchranský (1649-1688)
                - Konstantin II. Muchranský (†1716)
                  - Konstantin III. Muchranský (1696-1756)
                    - Jan I. Muchranský (1755–1801)
                      - Konstantin IV. Muchranský (1782-1842)
                        - Jan Bagration-Muchranský (1812-1895)
                          - Konstantin Bagration-Muchranský (1838-1903) 

                        - Iraklij Bagration-Muchranský (1813-1892)
                          - Alexandr Bagration-Muchranský (1853-1918)
                            - Jiří Bagration-Muchranský (1884-1957)
                              - Iraklij Bagration-Muchranský (1909-1977) hlava rodu
                                - Jiří Bagration-Muchranský (1944–2008) hlava rodu
                                  - (11/0) David Bagration-Muchranský (*1976), současná hlava rodu, nárokovatel trůnu
                                    - (12/1) Giorgi Bagration Bagrationi (*2011)

                                  - (13/2) Guram Bagration-Muchranský (*1985)
                                  - (14/3) María Antonietta Bagration-Muchranská (*1969)

                                - Bagrat Bagration-Muchranský (1949-2017)
                                  - (15/4) Juan Jorge Bagration-Muchranský (*1985)
                                    - (16/5) Bagrat Bagration-Muchranský (*2021)

                                  - (17/6) Inès Bagration-Muchranská (*1980)

                                - (18/7) Maria Bagration-Muchranská (*1947)

  -  Jiří VIII. Gruzínský (1417-1476)
    -  Alexandr I. Kachetský (1454-1511)
      -  Jiří II. Kachetský (1469-1513)
        -  Lev Kachetský (1504-1574)
          -  Alexandr II. Kachetský (1527-1605)
            -  David I. Kachetský (1569-1602)
              -  Tejmuraz I. Kachetský (1589-1663)
                -  David Kachetský (1612-1648)
                  -  Iraklij I. Kachetský (1642-1709)
                    -  Tejmuraz II. Kachetský (1700-1762)
                      -  Iraklij II. Gruzínský  (1720–1798)
                        -  Jiří XII. Gruzínský (1746–1800)
                          - Bagrat Bagration  (1776–1841)
                            - Alexandr Bagration-Gruzinský (1820–1865)
                              - Petr Bagration-Gruzinský (1857–1922)
                                - Petr Bagration-Gruzinský (1920–1984)
                                  - Nugzar Bagration-Gruzinský (*1950), pretendent trůnu
                                    - (1) Ana Bagration-Gruzinská (*1976)
                                      - (2) Giorgi Bagration Bagrationi (*2011)
                                      - (3) Irina Malania (*2003)
                                      - (4) Miriam Malania (*2007)

                                    - (5) Maya Bagration-Gruzinská (*1978)
                                      - (6) Themour Chichinadze
                                      - (7) Anna Chichinadze 

                                  - Dali Bagration-Gruzinská (1939-2019)
                                  - (8) Mzevinar Bagration-Gruzinská (*1945)

                          -  Ilja Bagration (1790–1854)
                            -  Jiří Bagration-Gruzinský (1833–1899)
                              -  Petr Bagration-Gruzinský (1868–1922)
                                -  Petr Bagration-Gruzinský (1916–2006)
                                  - Evgeni Bagration-Gruzinský (1947-2018)
                                  - (9) Marina Bagration-Gruzinský (*1950)
                                  - (10) Ekaterina Bagration-Gruzinský (*1956)

                        - Keteven Tamara Bagration (1764-1840)
                          - Konstantin IV. Bagration-Muchranský (1782-1842)
                            - Iraklij Bagration-Muchranský (1813-1892)
                              - Alexandr Bagration-Muchranský (1853-1918)
                                - Jiří Bagration-Muchranský (1884-1957)
                                  - Iraklij Bagration-Muchranský (1909-1977)
                                    - Jiří Bagration-Muchranský (1944–2008)
                                      - (11/0) David Bagration-Muchranský (*1976), hlava rodu, nárokovatel trůnu
                                        - (12/1) Giorgi Bagration Bagrationi (*2011)

                                      - (13/2) Guram Bagration-Muchranský (*1985)
                                      - (14/3) María Antonietta Bagration-Muchranská (*1969)

                                    - Bagrat Bagration-Muchranský (1949-2017)
                                      - (15/4) Juan Jorge Bagration-Muchranský (*1985)
                                        - (16/5) Bagrat Bagration-Muchranský (*2021)

                                      - (17/6) Inès Bagration-Muchranská (*1980)

                                    - (18/7) Maria Bagration-Muchranská (*1947)